# Emircan Altıntaş
Emircan Altıntaş (* 15. Juli 1995 in Maçka) ist ein türkischer Fußballspieler.

## Karriere
Altıntaş erlernte das Fußballspielen u. a. in den Nachwuchsabteilungen der Vereine Beşiktaş Istanbul, Dikilitaş Istanbul und Istanbul Büyükşehir Belediyespor und erhielt im Januar 2014 bei Letztgenanntem einen Profivertrag. Etwa einen Monat nach der Vertragsunterschrift wurde er für die Rückrunde der Saison 2013/14 an den Viertligisten Kırıkhanspor ausgeliehen und am Saisonende an den Istanbuler Drittligisten Ümraniyespor abgegeben.
Dieser Verein lieh ihn für die Saison 2015/16 an den Viertligisten Sultanbeyli Belediyespor aus und behielt ihn für die Saison 2016/17 im Kader.
In der Saison 2019/20 erlebte Altıntaş bei Ümraniyespor seine bisher erfolgreichste Hinrunde. So führte er in die Winterpause mit elf Ligatoren der TFF 1. Lig an und wurde als Folge vom Erstligisten Alanyaspor verpflichtet. Für die Spielzeit 2020/21 wurde Altıntaş in die TFF 1. Lig an Adana Demirspor ausgeliehen, in den darauffolgenden an Erzurumspor und Caykur Rizespor. Seit 2023 steht er bei Igdir FK unter Vertrag.

## Erfolge
Adana Demirspor
- Zweitligameister: 2021